# Bunkr S-44
Bunkr s kódovým označením S-44 je protiatomový podzemní bunkr nacházející se v místní části Blovic (okres Plzeň-jih) s názvem Hradiště, který byl původně stavěn jako okresní velitelství Civilní obrany.

## Historie
Stavba počala v roce 1987 s celkovým nákladem 9,2 milionů korun a předpokládaným datem dokončení prosinec 1989 na místě bývalé panské cihelny a areál byl zamýšlen jako okresní velitelství Civilní obrany. Investorem byl Okresní národní výbor Plzeň-jih.
V prosinci 1989, po Sametové revoluci, byly všechny stavební práce zastaveny. Rada Západočeského kraje i vrchní velitelství Civilní obrany však trvaly na jeho dokončení, a to i přes nepřízeň místních obyvatel (hlavní stavitel - Okresní stavební podnik Plzeň-jih si stěžoval, že stavba odčerpává neúnosně moc materiálu i lidských sil). Bylo tedy rozhodnuto o změně hlavního stavitele na některou z vojenských stavebních organizací a financování z Ministerstva národní obrany.
V srpnu 1990 došlo k změně využití nedostavěného areálu, kdy bylo rozhodnuto o částečné přestavbě na sklad zdravotnického materiálu pro OÚNZ v Blovicích a Nepomuku, což zvýšilo rozpočet o šest milionů korun a uvolnilo některé prostory vojenské nemocnice v Nepomuku pro potřeby veřejnosti (od roku 2005 pobočka Státního oblastního archivu Plzeň).
Okresní velitel CO pplk. Antonín Tichý prosazoval přestavbu na kryt pro civilní obyvatelstvo s kapacitou 400 osob; z tohoto záměru však sešlo kvůli velké vzdálenosti od zastavěného území. Městský úřad Blovice chtěl areál využít jako kino či knihovnu; několik let (do roku 2006) zde byly uloženy i archiválie Státního okresního archivu Plzeň-jih se sídlem v Blovicích.
Mezi roky 2006 a 2009 sloužil bunkr jako pěstírna žampionů a prostor pro cvičení hasičů. V únoru 2009 převzalo kryt město Blovice od Hasičského záchranného sboru Plzeňského kraje (následovníka Civilní obrany), které hledalo využití. Nakonec se rozhodlo k prodeji bunkru soukromé osobě, který proběhl v roce 2016.

## Infrastruktura
Objekt vznikl ve stejné době jako středisko JSBVO, které je zhruba 400 metrů jižně, a které mělo sloužit jako okresní velitelství Lidových milicí a Svazarmu.